# Otto Kernstock
Otto Kernstock (* 14. September 1952 in Lilienfeld) ist ein österreichischer Politiker (SPÖ). Kernstock war von 2003 bis 2013 Abgeordneter zum Landtag von Niederösterreich. Er lebt in Wilhelmsburg, ist verheiratet und Vater zweier Töchter.  

## Leben
Kernstock besuchte nach der Volks- und Hauptschule einen polytechnischen Lehrgang und erlernte im Anschluss den Beruf des Einzelhandelskaufmanns. Er leistete seinen Präsenzdienst ab und ist Angestellter der Niederösterreichischen Gebietskrankenkasse. Nach seiner Wahl 1983 in den Gemeinderat von Wilhelmsburg stieg er 1990 zum geschäftsführenden Gemeinderat auf und war von 1995 bis 2003 Vizebürgermeister der Gemeinde. Kernstock ist seit 1989 Stadtparteiobmann der SPÖ-Wilhelmsburg und war sechs Jahre lang Obmann der Mietervereinigung in Wilhelmsburg. Kernstock vertritt die SPÖ seit dem 24. April 2003 im Niederösterreichischen Landtag und ist Gesundheitssprecher des SPÖ-Landtagsklubs. Zudem ist er Vorstandsmitglied in der Niederösterreichischen Landeskliniken-Holding, im Verein für Dorf- und Stadterneuerung, im Bildungs- und Heimatwerk sowie im Gesundheitsforum Niederösterreich. Innerparteilich hat er die Funktionen des Obmann-Stellvertreters des Vereines Volkshaus/Arbeiterheim inne, ist Mitglied des Bezirksausschusses der SPÖ-St. Pölten und Mitglied des Bezirkspräsidiums.

## Auszeichnungen
- Viktor-Adler-Plakette (2012)[1]
- 2014: Großes Silbernes Ehrenzeichen für Verdienste um die Republik Österreich[2]